# Благомир Коцев
Благомир Рубинов Коцев е български политик от политическата коалиция „Продължаваме промяната“, икономист и предприемач.
Той е областен координатор за варненския регион на „Продължаваме промяната“ от самото му създаване. Назначен е за управител на Варненска област от правителството на Кирил Петков на 24 февруари 2022 г.

## Ранни години
Роден е на 22 март 1978 г. във Варна. През 1997 г. завършва варненската Първа езикова гимназия с английски език. В периода до 2004 г. последователно се дипломира с отличие като бакалавър по бизнес администрация в Американския университет в столицата на САЩ Вашингтон, окръг Колумбия и придобива магистърска степен по корабоплаване, търговия и финанси в Сити Юнивърсити – Лондон. След 7 години избира да се прибере в България.

## Кариера
След завръщането си в България започва да управлява в семейната шипинг компания „Ахилеос“, която в своя апогей разполага с 300 служители и 7 собствени кораба. „Ахилеос“ е популярна с това, че в периода 2007 – 2009 г. е първата българска корабна компания, която строи собствени съдове в Китай. Нещо, което по-късно започват да правят БМФ и други български корабни компании. Благомир Коцев менажира компанията в продължение на 10 години. Контрагенти на „Ахилеос“ са световните гиганти „Каргил“, „Луис Драйфус“, „Гленкор“ и други. Предвид конюнктурата за развитие на морски бизнес в периода след финансовата криза от 2008 г. интересите на Благомир Коцев се насочват към борсова търговия и управление на семейния бизнес – комплекс „Хоризонт“ в Морската градина на Варна. Интерес към борсовите операции Благомир Коцев придобива постепенно, още от годините си в САЩ и Великобритания, но уменията си в тази област развива след завръщането в родината, когато започва търговия с акции, облигации и други финансови инструменти. Семейството на Благомир Коцев придобива комплекс „Хоризонт“ още през 1997 година и оттогава прави значителни инвестиции за превръщането на локацията в знакова културна среда. Мястото е сред най-предпочитаните за големи тържества във Варна. Комплексът е домакин на много музикални, театрални, кино и литературни събития, което е възможно заради личните познанства на Благомир Коцев с популярни български актьори, музиканти и писатели. Благомир Коцев е и сред основателите на Центъра за съвременно изкуство Contemporary Space. От 2010 г. центърът е сцена на съвременни български и чуждестранни автори, като в този период е домакин на над 90 изложби, арт работилници, представления и театрални постановки.

## Обществена дейност
При встъпването му в длъжност се разразява нахлуването на Русия в Украйна и необходимостта от решение за прииждащите бежанци, предимно жени и деца, тъй като мъжете остават заради мобилизацията на военна служба. Само за първата седмица от войната във Варненска област са настанени над 500 души в хотели и частни домове, за което съдействат инициираните от Благомир Коцев Областен координационен съвет във връзка с кризата в Украйна и Център за съдействие на бежанци от Украйна, който отваря врати в Двореца на културата и спорта в морската столица, за да насочва бежанците за настаняване и да приема и разпределя помощи, дарени от българските, украинските и други граждани, живеещи в региона. Областният управител още съдейства както на бежанците, така и на хотелиерите да получат помощ от българското правителство, за което са предприети мерки.
В обществен план заема активна позиция по въпроса с достъпа на МПС в Морската градина. Поддържа идеята за достъпността на парка чрез възстановяването на вече предвидените буферни паркинги в него, но в самия парк да няма движение на автомобили. Участието му в този дебат му спечелва и приятели, и врагове, а пасивността на властите по множество подобни наболели обществени проблеми го убеждава да обърне поглед към политиката. Участва активно в протестите от 2020 г.
През 2022 г. като областен управител издава заповед, с която спира автомобилното движение на крайбрежната алея на гр. Варна. Решението му е широко приветствано от гражданите, но среща съпротивата на част от собственици на заведения, които атакуват заповедта му в съда. Въпреки това нейната целесъобразност е приета от съдиите и забраната остава до 8 юни 2023 г., когато наследникът му на поста областен управител Марио Смърков я отменя. Благомир Коцев активно продължава да защитава тезата за преустановяване на автомобилния трафик по алеята и в парка и създава граждански инициативи за подкрепа на тази кауза и за цялостната реконструкция на брегоукрепителната част – буните и дамбата, както и модернизиране и облагородяване на крайбрежното пространство по подобие на други морски градове с подходящо осветление, велоалеи, пейки, навеси и красива растителност.
Докато изпълнява длъжността областен управител Благомир Коцев блокира решението на общината за разпродаване на десетки общински парцели на частни лица и фирми, вместо да бъдат използвани за създаването на обществени зелени площи, градинки и спортни съоръжения. Критикува презастрояването на града, разрушаването на културно-историческите сгради в централната градска част на Варна, проблемите с паркирането в града и безотчетната дейност на общинското предприятие „Общински паркинги и синя зона“.
През 2022 г. връща за преразглеждане гласувания от общинския съвет във Варна свръхбюджет на града, получен на база заеми, които гражданите трябва да изплащат десетилетия. В тази връзка е многократно обвиняван от местната власт, че пречи на развитието на града, но тя сама опровергава кампанията си срещу него, като през пролетта на 2023 г. стартира десетки строително-ремонтни дейности, според Благомир Коцев – чисто предизборно. Тъй като недоволството на хората расте, а Община Варна не дава никаква информация за сроковете и изразходването на средствата, Благомир Коцев стартира инициатива за граждански контрол върху общинските ремонти и строителство, като създава фейсбук групи за различните квартали, в които се извършват дейностите. Групите са приветствани от гражданите, които активно се включват със снимков и видеоматериал, доказващ некачественото изпълнение и протакането на ремонтите, което запушва града в разгара на активния туристически сезон. В поредици от срещи с хората Коцев събира информация и я подава към общината, за да се получат отговорите, които хората очакват. Инициативата му има успех, тъй като за първи път кметът Портних започва да се появява на проблемните участъци, да дава отчетност и да контролира процеса.

## Семейство
Името на Благомир Коцев се свързва и със семейна трагедия, когато неговият баща Рубин Коцев – един от известните предприемачи в морския бизнес на България – бива похитен през 2004 г. и за освобождаването му е търсен откуп. Сагата продължава 10 дни, а основен преговарящ за освобождаването на своя баща е самият Благомир, който в този момент е едва на 25 години. Със случая са ангажирани полицаи от цялата страна и за щастие, всичко завършва благополучно. Благомир Коцев има син – Никола, роден през 2023 г.